# كين واين (مصارع محترف)
كين واين (بالإنجليزية: Ken Wayne)‏ هو مصارع محترف أمريكي، ولد في 15 يناير 1959 في ممفيس في الولايات المتحدة.

## روابط خارجية
- كين واين على موقع CageMatch worker (الإنجليزية)
- كين واين على موقع قاعدة بيانات المصارعة على الإنترنت (الإنجليزية)